# Serap Güler
Pour les articles homonymes, voir Güler.
Serap Güler, née le 7 juillet 1980 à Marl, est une femme politique allemande d'origine turque affiliée à la CDU. Élue au Bundestag en 2021, elle a exercé de 2017 à 2021 les fonctions de secrétaire d'État à l'intégration au ministère de l'Enfance, de la Famille, des Réfugiés et de l'Intégration de la province de Rhénanie-du-Nord-Westphalie.

## Biographie
Serap Güler a grandi dans une famille d'immigrés turcs en Allemagne.  Son père, mineur, a travaillé sous terre pendant 40 ans. Après son Abitur obtenu en 1999, elle rentre en apprentissage pour devenir directrice d'hôtel. De 2002 à 2007, elle étudie les sciences de la communication et l'allemand à l'Université de Duisbourg et Essen et obtient un magistère. Serap Güler a commencé sa carrière professionnelle au ministère des Générations, de la Famille, de la Femme et de l'Intégration de l'État de Rhénanie du Nord-Westphalie, d'abord pendant six mois en tant que chargée de dossier, puis jusqu'en 2010 en tant que chargée de mission au cabinet ministériel de l'ancien ministre Armin Laschet. Après les élections régionales de 2010 en Rhénanie-du-Nord-Westphalie, elle rejoint le ministère de la Santé de Barbara Steffens (de) comme attachée de presse.[Selon qui ?]
Elle est musulmane, mariée et a été naturalisée allemande en 2010,.

## Carrière politique
Serap Güler est affiliée à la CDU depuis 2009. En 2014, elle est élue vice-présidente la section de son parti pour la région de Cologne.

### Politique au niveau provincial
Lors des élections régionales de 2012 en Rhénanie-du-Nord-Westphalie, elle s'est présentée dans la circonscription Köln VII (Köln-Mülheim). Élue au parlement provincial, dont elle était la benjamine, elle y assure les fonctions de secrétaire et de porte-parole du groupe de travail sur l'intégration. En 2017, elle s'est présentée dans la circonscription de Cologne VI (Neustadt Nord, Deutz, Kalk). Elle ne remporte pas l'élection et est nommée secrétaire d'État à l'Intégration au ministère de l'Enfance, de la Famille, des Réfugiés et de l'Intégration dans le cabinet Laschet. Elle a démissionné de ce poste après son entrée au Bundestag en octobre 2021[Selon qui ?].

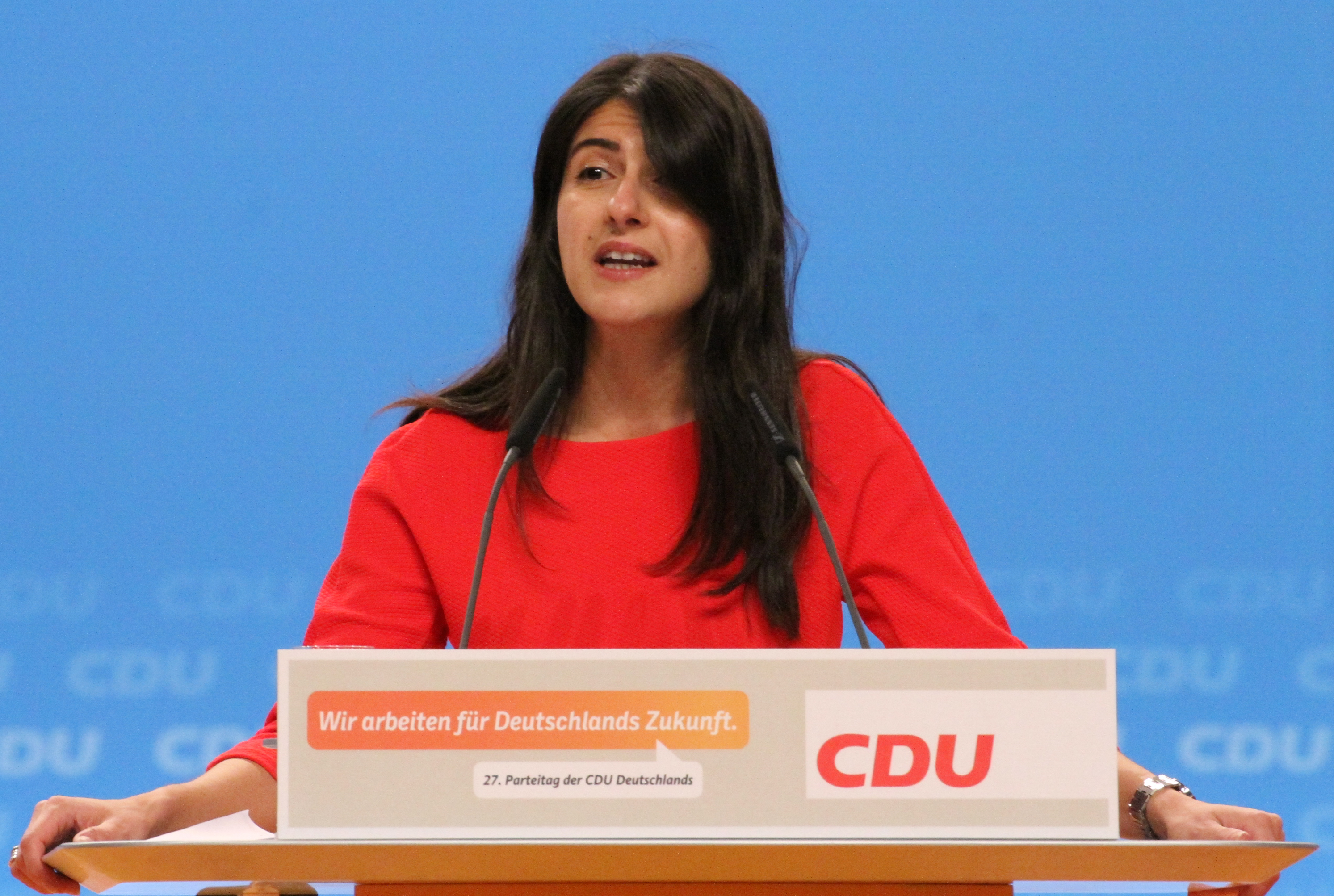
Serap Güler à la tribune de la de la CDU, le 9 décembre 2014 à Cologne.

### Politique fédérale
Elle est élue depuis le 4 décembre 2012, au conseil exécutif fédéral de la CDU,.
Elle était la candidate de la CDU dans la circonscription du Bundestag de Leverkusen - Cologne IV pour l'élection fédérale de 2021, mais a perdu l'élection face à Karl Lauterbach (SPD). Elle est cependant entrée au Bundestag grâce au système de la proportionnelle, via la liste d'État.

## Positions et engagements politiques
Serap Güler, « députée favorable à l'islam libéral », appartient à l'aile chrétienne-sociale de la CDU. Elle est également engagée dans l'enseignement catholique social en dehors du parti, par exemple dans la Société Kolping (de) : « Le fait qu'il s'agisse d'une institution catholique ne doit pas empêcher des personnes d'autres confessions de soutenir ce travail de solidarité »,.

### Politique d'intégration
En 2018, en sa qualité de secrétaire d'État à l'intégration en Rhénanie du Nord-Westphalie, elle a été fortement impliquée dans le projet du ministère provincial visant à interdire le hidjab dans les cours d'écoles pour les filles de moins de 14 ans. Sa déclaration selon laquelle « mettre un foulard sur une jeune fille est une pure perversion » a marqué l'opinion publique. « Cela sexualise l'enfant. Nous devons prendre une position claire contre cela. » Elle a poursuivi en disant que sa propre mère avait décidé de porter un foulard à l'âge adulte et lui avait laissé le choix : « Chaque jeune fille devrait avoir l'opportunité qui m'a été donnée ».

### Politique familiale
Serap Güler est contre l'avortement. Elle se positionne en faveur de l'accès gratuit au soin pour les enfants de moins de trois ans.

### Manifestations en Turquie de 2013
Lors des manifestations contre la politique autoritaire de Recep Tayyip Erdoğan, Serap Güler était en Turquie. Elle reproche à Erdoğan et à son gouvernement de vouloir « imposer leurs opinions et leur mode de vie à la population ».

### Controverse autour des loups gris
Dans le débat sur l'infiltration des partis allemands par l'organisation ultranationaliste des Loups gris, Serap Güler a expliqué au journal Die Welt qu'elle ne considérait pas une affiliation à la CDU comme compatible avec un soutien ouvert à ce groupe armé. Selon une enquête des quotidiens allemands Die Welt et FAZ, Serap Güler aurait assisté à deux meetings des Loups gris, En décembre 2012, le Deutsche-Türkische Journal a qualifié ces articles comme diffamatoires.

### Guerre en Ukraine
En juillet 2022, Serap Güler se rend en Ukraine, à Irpin, avec trois autres députés pour voir comment aider les Ukrainiens face à l'invasion de l'armée russe.